# Bachia pallidiceps
Bachia pallidiceps är en ödleart som beskrevs av  Cope 1862. Bachia pallidiceps ingår i släktet Bachia och familjen Gymnophthalmidae. Inga underarter finns listade.